# Club Deportivo Español de Buenos Aires
El Club Deportivo Español,es una institución deportiva de Argentina cuyo primer equipo de fútbol actualmente participa en la Primera C, cuarta división del fútbol argentino para los equipos directamente afiliados a la AFA.
Fue fundado el 12 de octubre de 1956 por inmigrantes residentes en la ciudad de Buenos Aires. A lo largo de los años se consolidó como uno de los clubes más importantes de la colectividad española en Argentina, llegando a contar con más de 25.000 socios en su historia, así como también el que más se ha destacado en cuanto a actuaciones deportivas profesionales, habiendo participado durante quince años en la Primera División de Argentina.

## Historia

### Los inicios
El club es una entidad social, cultural y deportiva que se fundó el 12 de octubre de 1956 por un grupo de españoles residentes en Argentina, bajo el nombre de Club Deportivo Español de Buenos Aires con el fin de agrupar bajo una entidad futbolística a todos los apasionados por el fútbol que fueran de origen español o descendientes de aquellos inmigrantes que, junto a otras importantes colectividades, hicieran tanto por la construcción de la Argentina , antes de tener dicho nombre y de obtener su nomenclatura oficial en el año 1942 ganó la copa Gran América que agrupaba a equipos de todo el continente americano ganándole la final por 3 a 1 a Boca Juniors.
La primera sede fue en el subsuelo del bar La Mezquita en Buenos Aires y apenas pasado un año de su creación contaba ya con aproximadamente dos mil socios, lo cual motivó la mudanza en 1957 a las instalaciones del Centro Ribadumia. Su primer presidente fue Luis Soler Camino.

### De Primera D a la Primera A

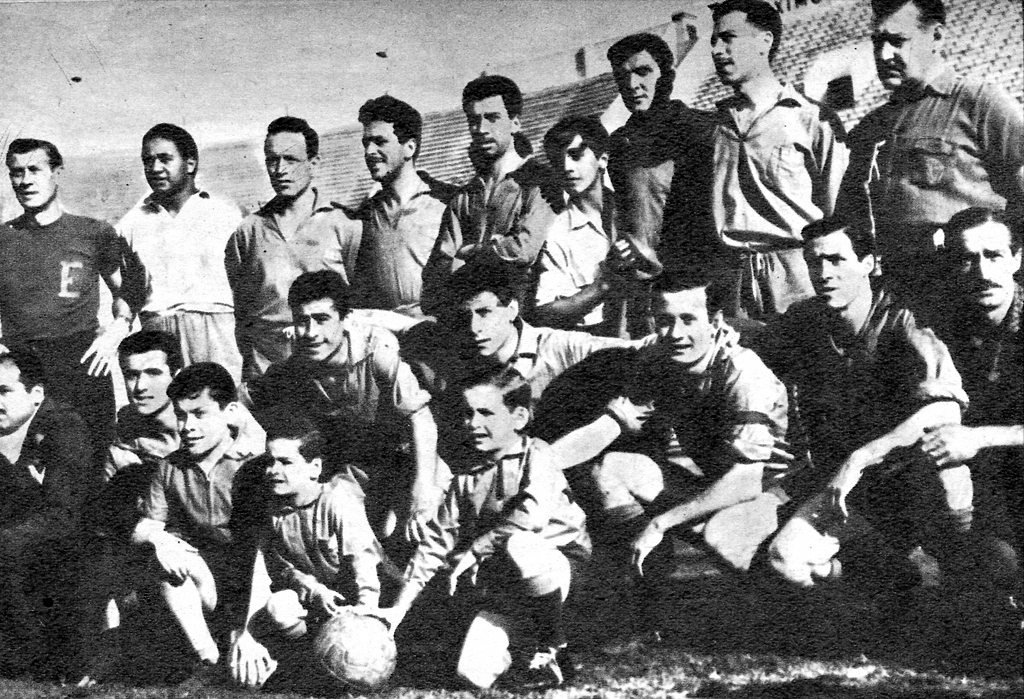
En 1958 llegó el primer título en el torneo de Tercera de Ascenso del fútbol argentino.

En ese mismo año se afilió a la AFA y el primer equipo de fútbol de la institución inició su participación en la categoría de Aficionados o Tercera de Ascenso (hoy Primera D), desarrollando a partir de ese momento una carrera meteórica en el fútbol argentino. En 1958 ganó el campeonato y ascendió a la Segunda de Ascenso (hoy Primera C), para luego coronarse campeón en 1960 y ascender a la Primera B, en ese entonces la segunda categoría del fútbol argentino.
En 1964, se disputó el Torneo de los Equipos Chicos (octogonal de pretemporada en el que participaron los entonces equipos chicos de la A (Argentinos, Chacarita, Gimnasia, Banfield, Ferro, Rosario Central y un club de la B, Deportivo Español, además de Atlanta, el organizador): 8/3/1964, Español resultó campeón.
Ante estos logros deportivos, el equipo realizó ese mismo año una gira por España en la que enfrentó, entre otros equipos, al Real Madrid. En el año 1967, con tan sólo diez años de vida, Deportivo Español logró el ascenso a la Primera División.

### El crecimiento institucional y la caída deportiva

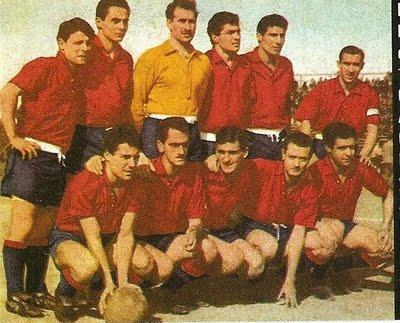
Deportivo Español en una formación de 1960. Los campeones ascendieron al torneo de Primera B (Segunda categoría del fútbol en ese entonces).

En los años '60 la Municipalidad de Buenos Aires otorgó al club 16 hectáreas en el sur de la ciudad, en las cuales el club comenzó a construir su Ciudad Deportiva, siendo los socios mismos los que rellenaron con tierra los terrenos pantanosos de la zona del Bajo Flores porteño y armaron la base de la estructura edilicia actual. Mientras tanto, el primer equipo ofició las veces de local en diversos estadios.
Los traspiés futbolísticos no faltaron, puesto que el primer equipo no pudo mantener su estadía en la Primera División y recayó en la Primera C en el año 1972, categoría que abandonaría luego de 7 años.

### Regreso a los primeros planos
Con la nueva presidencia de Francisco Ríos Seoane, quien también fue presidente de la emblemática Cervecería San Carlos, el Club Deportivo Español se corona nuevamente campeón de la Primera C en 1979, comenzando a partir de ese momento, el máximo esplendor de la institución. A fines de la década de 1970, Español compró los terrenos que habían sido cedidos en su momento por la Municipalidad.
El 11 de febrero de 1981 se inauguró el Estadio España. El mismo contaba con una capacidad de 18.000 espectadores y se construyó en los terrenos del Club. En 1984, luego de una campaña récord, Español obtuvo el campeonato de Primera B con 16 puntos de diferencia ante el segundo, Defensores de Belgrano, y ascendió por segunda vez en su historia a la Primera División.
El equipo campeón de 1984 formaba con el histórico Pedro Catalano en el arco, en la defensa Guillermo Zarate, Noberto D'Angelo, Héctor Clide Díaz y Lorenzo Ojeda en la defensa, Julio Crespo, Luis Alberto Correa y Fernando Donaires en el mediocampo y como atacantes Cesár Lorea, Luis Moreno y el puma José Luis Rodríguez. La dupla técnica Oscar López y Oscar Cavallero habían elegido un equipo de excelentes jugadores y con experiencia mechándolas con promesas y valiosos jugadores del club.

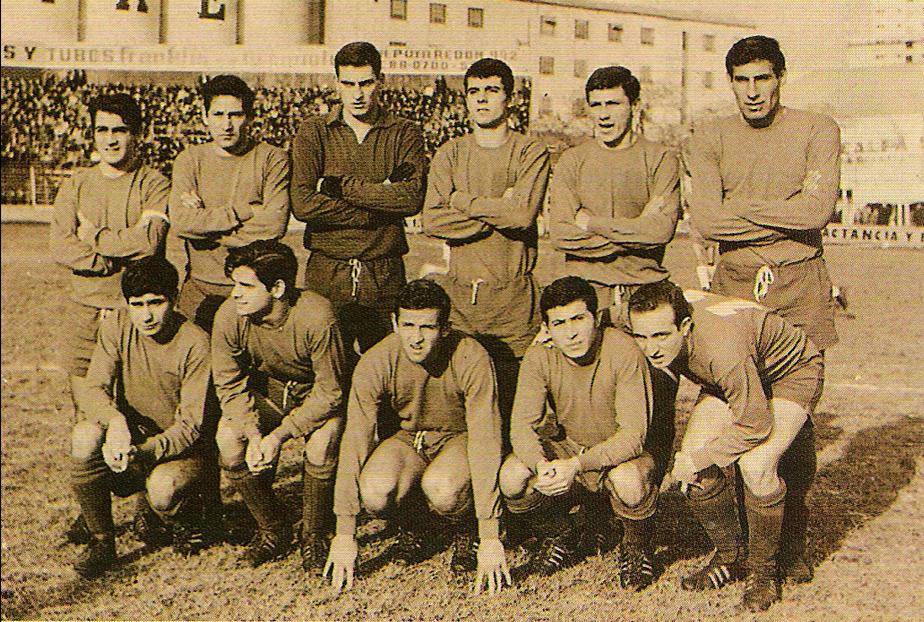
1967, el primer ascenso a la máxima categoría, con: Gonzalo, Cuenca, Casarino, Pazos, Sarmiento, Bagnera, Catania, Souto, Rudzky, Valledor y Pérez.

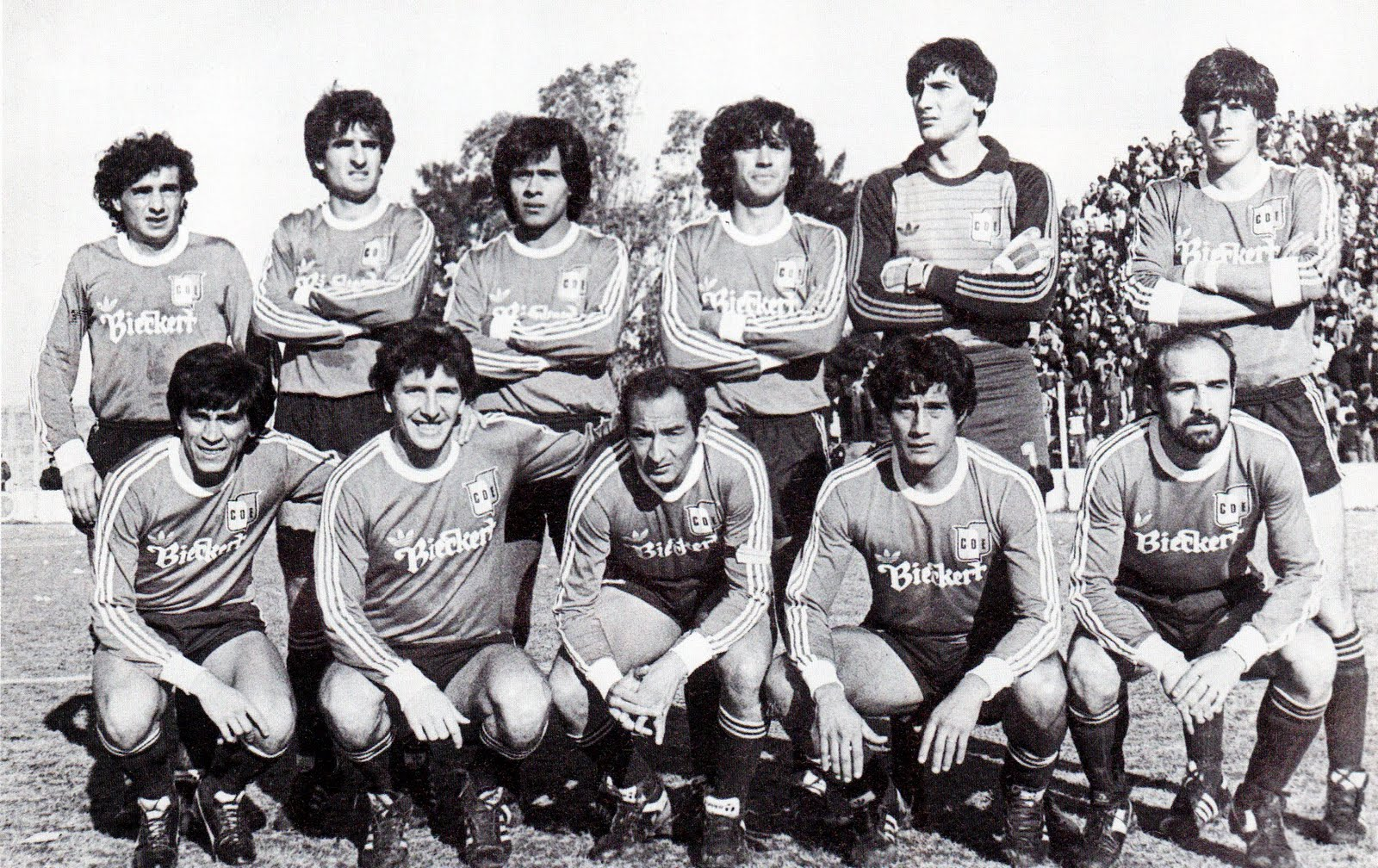
Campeones de 1984 y ascenso a la Primera División del fútbol argentino.

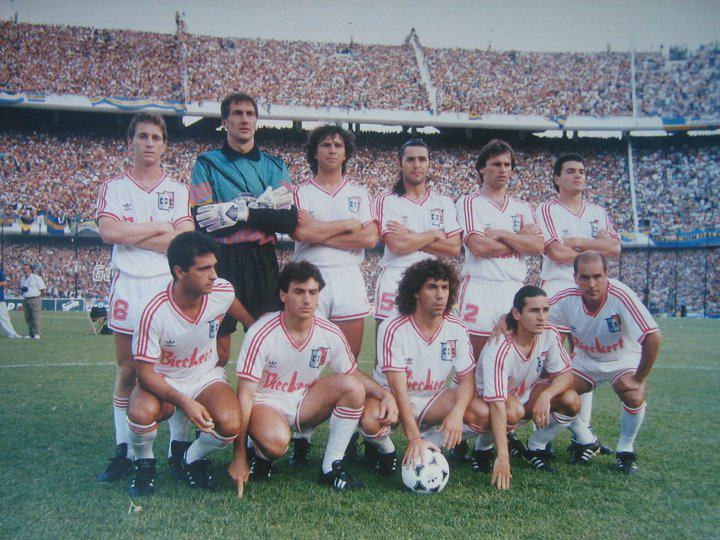
El aguerrido e intratable equipo de 1992, protagonista de la victoria sobre el equipo de la ribera por 3 tantos contra 2 en la Bombonera.

### Los años de gloria
En 1985, Español comenzaría su segunda participación en la Primera División A, en la que permanecería por 14 años consecutivos. Entre los logros más notables se cuentan la participación en la Copa Conmebol (en 1992 y 1993) y en Liguilla Pre Libertadores 1989, 1990 y 1992 y fue invitado a una gira internacional por Japón y Corea para disputar la Copa Presidente en 1987.
En el marco social, el club llegó a contar con 25.000 socios activos. Las fiestas más importantes de la colectividad española tomaban lugar en las instalaciones del Deportivo Español, siendo el punto de encuentro obligado de grandes personalidades provenientes de España, como el expresidente Felipe González. En 1996 remodeló su estadio e inauguró un sistema de iluminación modelo en ese entonces. A su vez, diversas disciplinas deportivas, como patín artístico, hockey sobre patines, básquet, se coronaron campeonas.

### Comienzan los problemas
Entre 1995 y 1996, bajo la presidencia de Francisco Ríos Seoane, se decidió fusionar al Club Deportivo Español con otras dos entidades de la colectividad: Club Español de Buenos Aires y el Hospital Español de Buenos Aires para formar una nueva entidad llamada Unión Española. Con la denominación Unión Española, Deportivo Español compitió en ese breve lapso en los torneos de AFA. Dicha sociedad fue disuelta bajo sospecha de fraude fiscal, cada sociedad siguió por su lado y Deportivo Español recuperó su nombre.

### Crisis y cierre del club
En 1998 una serie de desavenencias económicas generó una crisis financiera en la institución y por orden del juez Juan Gariboto la institución cerró sus puertas ante la gran cantidad de pedidos de quiebra. Este primer cierre duró tan sólo unos días, pero fue una luz de alerta enorme en la institución. Ese mismo año descendió al Nacional B. Al año siguiente, se cerró el club por tres meses, siendo desvinculado del octogonal por el ascenso que estaba disputando.
En el año 2000, la Sociedad Española de Deportes, presidida por Daniel Hurtado se hace cargo del equipo profesional y su plaza en la AFA. En el Torneo Primera B Nacional 1999/00 descendió nuevamente a la B Metropolitana y al finalizar el plazo de un año, pese a que el 71% de los acreedores estaba de acuerdo con que el club permaneciera abierto, nuevamente el juez Juan Garibotto decidió el cierre definitivo. En ese momento, el reclamo de los socios e hinchas se hizo oír, al encerrarse éstos dentro del club por una semana para que no se remataran las instalaciones. Por esos días se dictó la Ley de Fideicomiso en Argentina, en que los bienes de las sociedades civiles sin fines de lucro no se pueden rematar por un plazo de diez años, por lo que la causa de la quiebra del club entró en un laberinto legal.

La Sociedad Española de Deportes, ahora presidida por Daniel Osvaldo Calzón, logra que le extiendan su continuidad hasta el año 2003.

### El retorno a Primera B

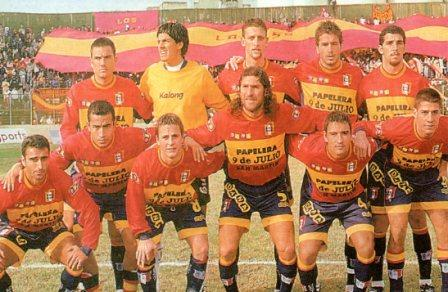
El campeonato y ascenso al Nacional B en el 2002.

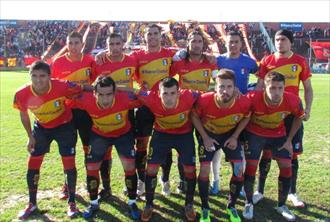
El equipo que obtuvo el ascenso a la Primera B Metropolitana en el 2014.

El 27 de julio de 2003, luego de activas manifestaciones de los simpatizantes, vecinos y socios, se volvió a clausurar el club, evitando estos mismos el ingreso a la sede del remate de ningún oferente. Ese año los socios crearon la figura legal del Club Social, Deportivo y Cultural Español de la República Argentina como nueva institución, la cual adoptó las insignias y plaza futbolística para mantener la categoría. Sin embargo, el club no pudo utilizar sus instalaciones, las cuales permanecieron cerradas y en estado de abandono absoluto, pero aun así siguió participando de los torneos de AFA.
El 30 de abril de 2007, luego de una última instancia de remate, la Ciudad de Buenos Aires, a través de la Corporación Buenos Aires Sur, se hizo con las tierras de la Ciudad Deportiva, firmando el 21 de mayo de 2008 un comodato en el cual se cedieron los derechos por veinte años al Club Social, Deportivo y Cultural Español de la República Argentina sobre 7 hectáreas del predio para "ser destinado al desarrollo de actividades deportivas, recreativas y culturales abiertas a la comunidad", disponiendo el Gobierno de la Ciudad del uso de las otras 8 hectáreas.
En 2024 se integró a la liga Futsala, de futsal disputando el Torneo Joma Apertura y Cláusura. Donde terminó 10° y luego 5°. 

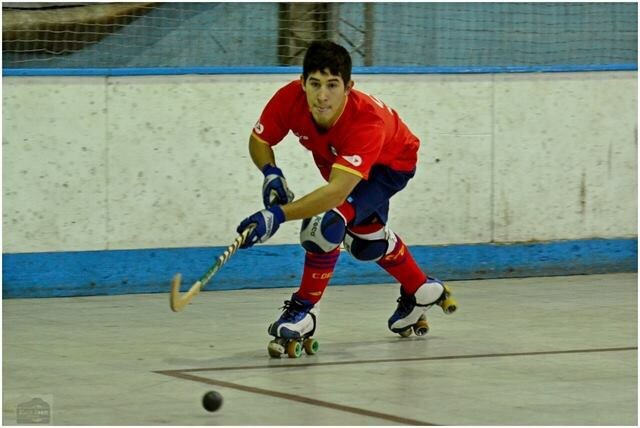
Hockey sobre patines

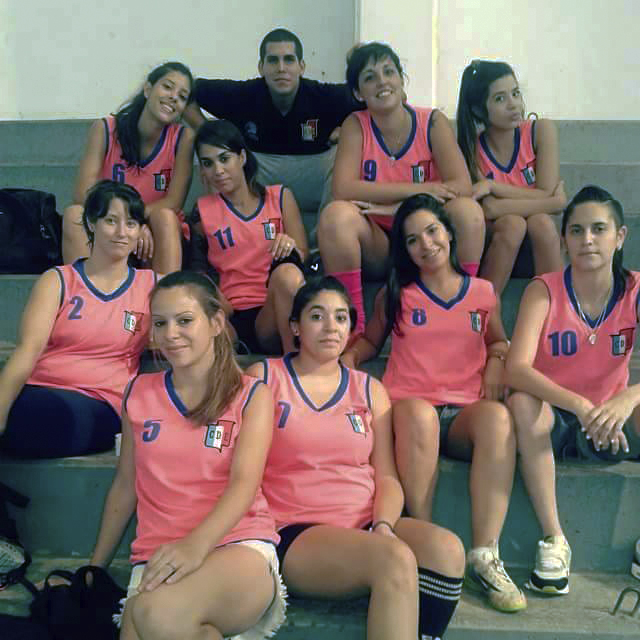
Futsal femenino

En principio se habló de un uso conjunto del predio deportivo, se mencionó la posibilidad de construir un hotel de deportistas y un CENARD en la zona sur de la Ciudad, pero luego de la asunción de Mauricio Macri como Jefe de Gobierno de la Ciudad de Buenos Aires, pasó a manos del Ministerio de Justicia y Seguridad de la ciudad de Buenos Aires, para ser seccionado el predio y hacerse de la restante parte, con las instalaciones existentes dentro (oficinas administrativas, canchas de tenis, softball, vóley, básquet, bochas, piscinas recreativas, piscina olímpica, sector parrillas posterior, gimnasio con cancha de básquet de parqué, gimnasio cerrado y de gimnasia artística, cancha techada de hockey sobre patines, quincho techado para 300 comensales y sus parrillas aledañas), para instalar a la Policía Metropolitana de la Ciudad de Buenos Aires

Hoy por hoy, la Ciudad Deportiva del Club Deportivo Español se ve comprendida por el salón restaurante y salón de fiestas, glorieta con mesas al aire libre, cancha de papi fútbol, sector de estacionamiento, canchas de tenis sobre cemento, canchas auxiliares y el Estadio Nueva España.
El día 9 de junio del año 2014 el Club Deportivo Español, se adjudicó el cuadrangular de la Primera C logrando el ascenso a la Primera B Metropolitana.
Desde ese entonces, el club tuvo resultados deportivos dispares, y manteniendo un perfil bajo en la competición. En el ámbito institucional,  en el transcurso del año 2017 se entablan negociaciones con el Gobierno de la Ciudad de Buenos Aires ante el manifiesto interés del mismo de extender las posesiones del Instituto Superior de Seguridad Pública sobre parte del predio que fuera cedido al club en comodato en el año 2008, aprovechando la cercanía con la fecha de renovación del mismo. Actualmente, la institución mantiene funciones en las instalaciones cedidas en el comodato original, pero en vísperas de un acuerdo beneficioso para ambas partes, producto del cual, según se informa a través de los medios oficiales del club, llevaría a trasladar parte de las instalaciones a terrenos aledaños, más precisamente al Parque Indoamericano.

## Presidentes

### Club Deportivo Español de Buenos Aires
- 1956/57: Luis Soler Camino
- 1958/59: Evaristo Palacios
- 1960/63: Rafael Pérez Roldán
- 1964/65: Adolfo García Rebón
- 1966/70: José Rodríguez Vázquez
- 1971/77: Adolfo García Rebón
- 1978/96: Francisco Ríos Seoane
- 1996/98: Manuel Rilo
- 1998/99 Daniel Calzón
- 1999/2000: Daniel Hurtado
- 2000/03: Daniel Calzón
- 2003: Avelino Pardellas
- 2004/08: Mario Rodríguez San Martín
- 2008/10: Eloy Alvaredo Rodríguez
- 2011: Mario Rodríguez San Martín
- 2011: Daniel Hortal
- 2012: Jose López Rey
- 2012: Manuel Tomé Peón
- 2012/17: Daniel Calzón
- 2017/18: Luis Tarrío Gómez
- 2018: Gabriel Fernández
- 2018 al presente: Diego Martín Elías

## Simbología

### Escudo
En esa noche se eligió el escudo del club. Y, entre varios proyectos, fue proclamado el que luce gallardamente en su bandera. Fue su creador un artista español, Carlos Cruz, que con sus hermanos aportaron entre otras cosas el himno del club. Y simboliza la hermandad argentina y española en los colores de sus selecciones nacionales
Luis Soler Camino (1er Presidente del Club), Revista Se Español.

Como bien narra Luis Soler Camino, el escudo de Español es un “croquis” del mapa de España. Lleva los colores celeste y blanco en representación de la Selección Argentina de Fútbol y el rojo en representación de la camiseta de la selección española. Este último fue está ubicado sobre el lado izquierdo (desde la perspectiva del escudo) simbolizando la cercanía al corazón de la España natal de los fundadores. La idea de poner los colores de la selección española y argentina tiene que ver con el objetivo que tenían los fundadores de unir Argentina y España a través del deporte más popular en ambos países: el fútbol.

### Escudo del Cincuentenario
Con motivo del cincuentenario de la institución, se creó un escudo conmemorativo consensuado entre la Comisión Directiva, todas las agrupaciones y los socios independientes. El mismo cuenta con el escudo tradicional en su interior y en sus márgenes lleva las banderas de España y Argentina simbolizando la unión entre los dos países fomentada por el Club Deportivo Español de Buenos Aires.
Como se puede apreciar la bandera española se encuentra a la izquierda naciendo desde el número “1956”, simbolizando los orígenes del club y homenajeando a sus fundadores. Mientras que la bandera argentina se encuentra a la derecha finalizando en el número “2006” simbolizando la actualidad y el futuro del club. Con esto se pretende comunicar que somos un club de argentinos (2006) con orígenes españoles (1956).
En el margen inferior figura la inscripción “50 aniversario” y a sus laterales hay 6 estrellas, distribuidas por igual cantidad a izquierda y derecha; estas estrellas simbolizan los 6 campeonatos que logró el primer equipo de fútbol del Deportivo Español a lo largo de sus 50 años de vida.

### Himno
Es el Club Deportivo Español
el resumen de nuestro ideal
las promesas de un gran porvenir
que debemos todos realizar.
Con firmeza, entusiasmo y tesón
nuestro equipo sabrá defender
los colores de la institución
en el campo sin ceder
Tenemos que luchar
tenemos que vencer
al equipo alentar
pues es nuestro deber
Y la meta será
de nuestra aspiración
ver nuestro plantel
airoso y campeón
Con casacas rojas
sobre el corazón
lucirán los jugadores
del Deportivo Español
En el campo sabremos triunfar
con nobleza y perder con honor
alentando sin desanimar
al Deportivo Español
Hoy todos se unirán
para estar junto a ti
con todo el corazón
te habrán de despedir
Cantando sin cesar
con toda nuestra voz
el homenaje fiel
a nuestra institución
Con casacas rojas
sobre el corazón
como en España la llevan
los de nuestra selección
Con casacas rojas
sobre el corazón
lucirán los jugadores
del Deportivo Español
Deportivo Español…
Letra: Ángel Cruz

## Indumentaria

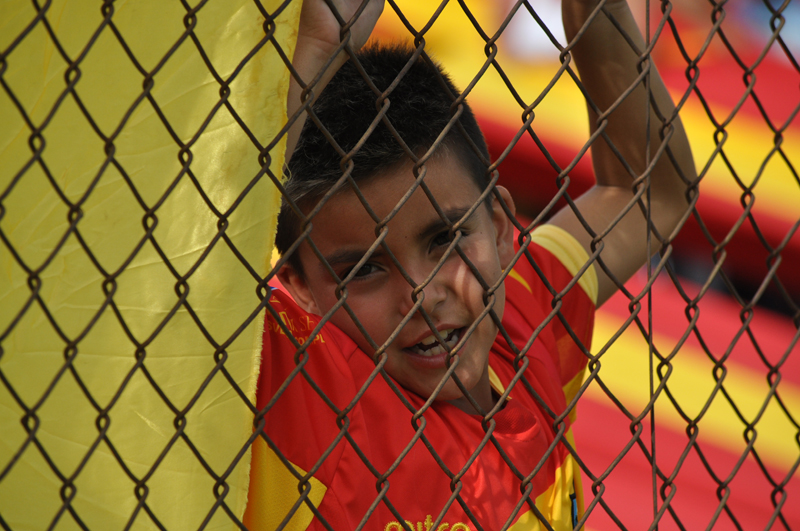
Niño hincha del Deportivo Español.

### Uniforme Deportivo Español 2024
| Titular | Alternativo |

### Uniforme titular
...Y allí fue donde el Club Deportivo Español recibió el bautismo de fuego en el fútbol oficial argentino (…) los jugadores seleccionados por Ernesto Duchini, su primer técnico, ingresaron al campo de juego luciendo las auténticas casacas de la Selección Española...
Luis Soler Camino, 1er Presidente del Club

Luego de fundado el club hubo que definir los colores representativos tantos del primer equipo de fútbol como de todas aquellas disciplinas que representaran al Deportivo Español. Unánimemente se eligió como conjunto titular el mismo que usaba la selección española de fútbol: camiseta roja, pantalón y medias azules.
El primer juego de camisetas, pantalones y medias que utilizaron los jugadores del Deportivo Español fue enviado desde España por la Real Federación Española de Fútbol, y era el mismo que usaba el combinado nacional de la Madre Patria.

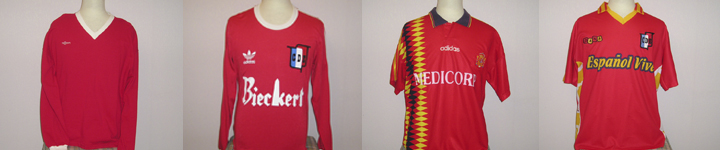
Diferentes camisetas usadas en torneos oficiales

### Uniforme alternativo
A la hora de definir el conjunto alternativo también hubo unanimidad y se eligió la camiseta, pantalón y medias totalmente blancos en honor al Real Madrid, club que en esa época acababa de consagrarse Campeón de Europa en cinco oportunidades seguidas. Al igual que el conjunto titular, el alternativo también fue enviado desde España en este caso por el mismísimo Real Madrid Club de Fútbol. Estas dos camisetas se mantuvieron a lo largo de toda la historia del Deportivo Español sufriendo sólo pequeñas modificaciones producto de los distintos modelos que presentan las distintas marcas proveedoras de la indumentaria del club.
Vale destacar que durante los años ´90 la selección española de fútbol adopta para su tercera camiseta el color azul oscuro y el Deportivo Español, que estaba jugando en la primera división, hace lo mismo. Fue tal el furor y el éxito de ventas que tuvo esa camiseta (la compraba hasta gente que no era hincha de Español) que durante 2 años el Deportivo Español la vistió tanto como la camiseta titular. Desde ese entonces la camiseta azul se sumó como alternativa a la camiseta blanca.

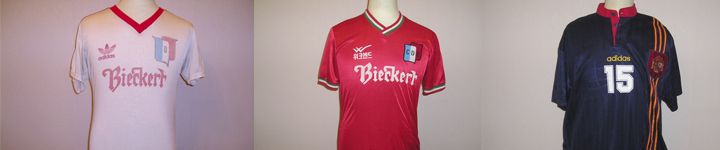
Diferentes camisetas alternativas usadas por el Deportivo Español.

### Indumentaria y Patrocinadores
| Período       | Logo | Proveedor    |
| ------------- | ---- | ------------ |
| 1977-1981     |      | Texport      |
| 1982-1983     |      | Nanque       |
| 1984-1993     |      | Adidas       |
| 1993-1994     |      | Hummel       |
| 1994-1997     |      | Adidas       |
| 1997-2000     |      | Puma         |
| 2000-2008     |      | Dana         |
| 2008-2011     |      | Dunlop Sport |
| 2011-2012     |      | Sport 2000   |
| 2012-2013     |      | Dana         |
| 2014-2022     |      | Mitre        |
| 2023-presente |      | Ennerre      |

| Período       | Proveedor                                  |
| ------------- | ------------------------------------------ |
| 1978          | Wiskería Morrison                          |
| 1982-1983     | MCV                                        |
| 1984-1994     | Bieckert                                   |
| 1994-1996     | Medicorp                                   |
| 1996-2000     | -                                          |
| 2000-2001     | Español Vive                               |
| 2001-2005     | Papelera 9 de Julio                        |
| 2005          | Papelera 9 de Julio/Chevallier             |
| 2006          | Panoramic                                  |
| 2007          | -                                          |
| 2008-2010     | Super Eki                                  |
| 2010-2011     | Caballito Sanitarios S.R.L. Ele! Seguridad |
| 2011-2012     | Cartílago Forte CITS S.A. World Argentina  |
| 2012-2013     | Apoyamos a Madrid 2020                     |
| 2013-2014     | Banco Ciudad                               |
| 2014-2015     | Scienza                                    |
| 2016          | Compañía General de Finanzas               |
| 2016-2018     | Universidad de Belgrano                    |
| 2018          | Universidad de Belgrano Grifería Piazza    |
| 2019          | Grifería Piazza                            |
| 2020-2021     | Datacloud                                  |
| 2021-2022     | Generación Zoe                             |
| 2022          | Grupo 55                                   |
| 2023          | Grupo 55/Guillon Plast                     |
| 2024-presente | Grupo 55/Megasew SRL/Guillon Plast         |

## Estadio

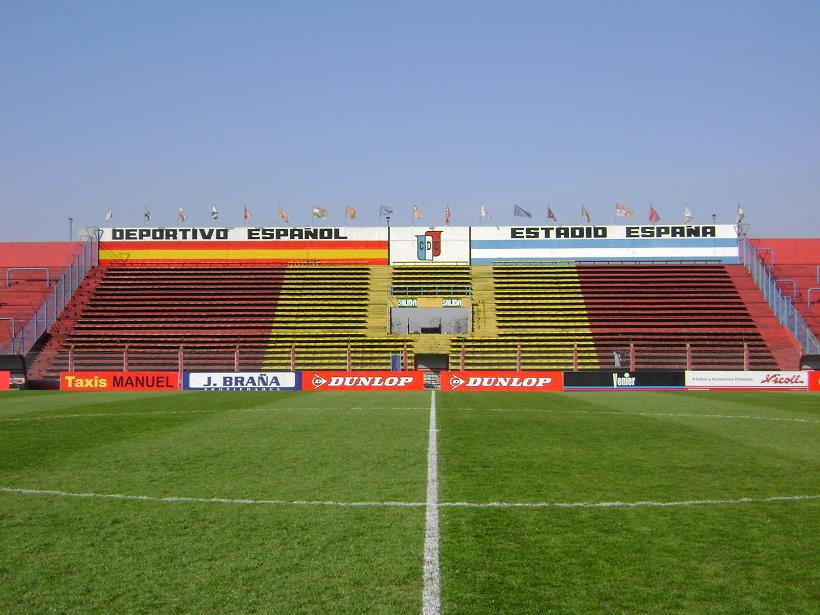
Vista del Estadio España

Originalmente llamado Estadio España, fue fundado el 12 de febrero de 1981 en un partido disputado ante el Deportivo La Coruña. Durante el año 1996 se realizaron modificaciones en el estadio, se instalaron luminarias y se elevó su capacidad original de 18.000 a 36.000 espectadores.
El color de las gradas que constituían el estadio Estadio Nueva España, en su formato original conservaban el color gris cemento, pero en el transcurso del invierno del año 2007, luego de recuperar la Ciudad Deportiva que incluye dicho estadio, el mismo fue pintado en su totalidad y también se le dio el nombre a los distintos sectores en homenaje a grandes glorias que vistieron la camiseta del Deportivo Español.
Fue inaugurado el 12 de febrero de 1981 cuando era entonces presidente de la institución Francisco Ríos Seoane. En ese entonces, el club contaba tan solo con 24 años de vida. El estadio siempre estuvo ubicado dentro de las instalaciones del complejo deportivo del club, rodeado de las calles Castañares, Santiago de Compostela y Asturias.
Para la inauguración del Estadio España se jugó un amistoso con el Real Club Deportivo de La Coruña de España, el resultado fue 1 a 0 a favor del equipo local, con gol de Walter Corvo.

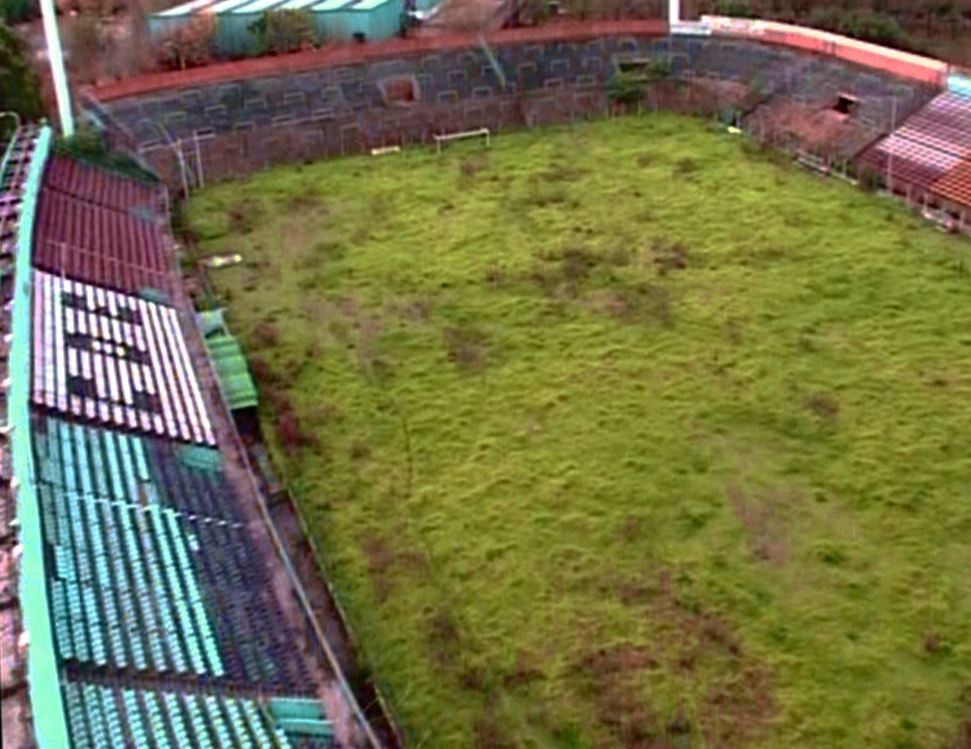
Estadio España cerrado en 2007

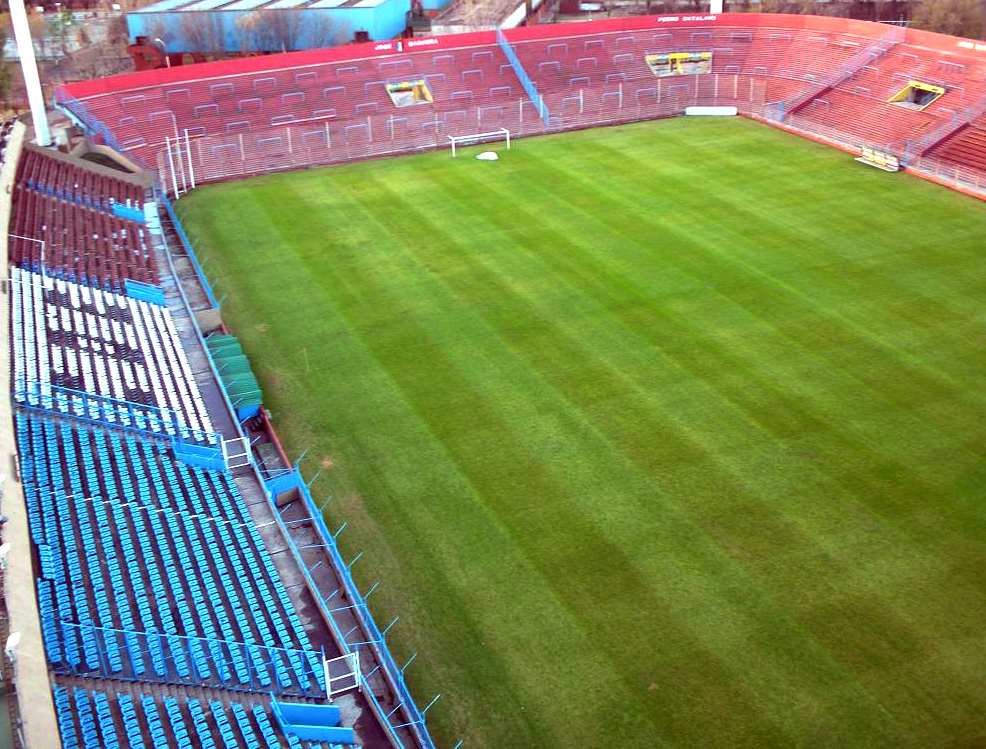
Estadio España abierto 2008

El estadio España tuvo una capacidad inicial para 18.000 personas y no disponía de sistema lumínico. Recién el sábado 12 de octubre de 1996, en ocasión del 40 aniversario del club se inauguró un renovado estadio, en el mismo lugar pero con varias modificaciones, entre las cuales casi se duplicó su capacidad, llevándola a 36.000 espectadores y se instaló un sistema lumínico de última generación. Durante el período de construcción, el primer equipo estuvo haciendo las veces de local en Ferro Carril Oeste, Atlanta, Huracán, San Lorenzo y Vélez Sarsfield entre otras. En la celebración por esta reinauguración se disputó un amistoso entre los equipos campeones del 66' y el 84' y el resultado del partido fue un 2 a 0 a favor del equipo del 84'.
El estadio de Deportivo Español es el sexto más grande dentro de la ciudad autónoma de Buenos Aires, solo por detrás de River Plate, Vélez Sarsfield, Boca Juniors, San Lorenzo y Huracán, 
En el año 2003 las instalaciones del club sufrieron la clausura, junto con el estadio, debido al proceso de quiebra del club. Esto motivó que el primer equipo y las divisiones juveniles debieran desarrollar sus actividades en diversidad de estadios ejerciendo localía en diferentes canchas, como All Boys, Ferro Carril Oeste y Comunicaciones
Fue recién en el año 2007, tras permanecer cerrado y en un estado de total abandono durante más de 4 años, el estadio se encontraba en pésimas condiciones, con arbustos en medio del campo de juego, enredaderas entremezcladas en sus tribunas, animales pastando en sus laterales, una imagen lamentable que a los ojos de socios e hinchas no se podía tolerar.
Fue así como, luego del proceso judicial mediante el cual el Gobierno de la Ciudad de Buenos Aires, a través de la Corporación Buenos Aires Sur, se hizo con las instalaciones en la última instancia de remate y cedió al club el usufructo del estadio y algunas instalaciones aledañas, lo que motivó a los socios, simpatizantes y vecinos a poner manos a la obra para recuperar parte de su esplendor. Se autoconvocaron para reparar todo aquello que estuviera a su alcance, mientras el grueso de las rerapaciones eran llevadas adelante por el GCBA, los socios y simpatizantes se encargaron de pintar todo el estadio por primera vez, dando lugar a una faceta nunca vista para el Estadio, embanderando la totalidad de las gradas con los colores de la bandera de España.
El estadio cuenta con una platea oficial con capacidad para aproximadamente 3000 espectadores sentados, en la misma se distinguen tres sectores, cada uno identificado con los colores del escudo de la institución.
En el lado opuesto a la platea oficial, del otro lado del campo de juego, se puede visualizar la Platea Visitante. Sobre la misma, en cada evento oficial, se colocan las banderas que identifican a cada Región.

## Clásico y rivalidades

### Clásico de las Colectividades

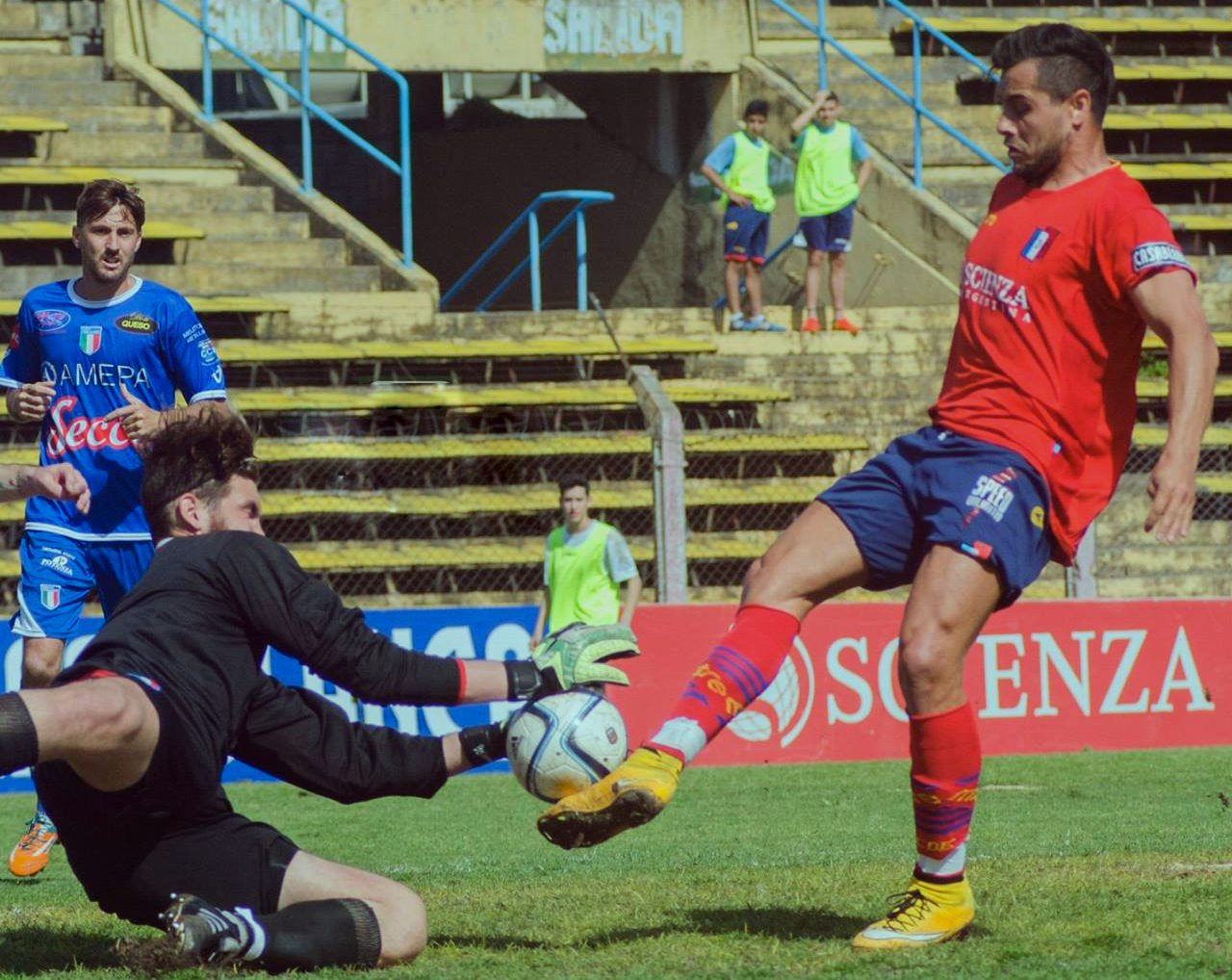
El clásico de las colectividades.

Una tradicional rivalidad del Deportivo Español se mantiene con el Club Sportivo Italiano, cuyos enfrentamientos se denominan "Clásico de las Colectividades".
En la máxima categoría del fútbol argentino solo se enfrentaron en 2 oportunidades, durante el Campeonato 1986/87, ganando ambos cotejos el equipo "Gallego" por 1 tanto contra 0.En primera B: 40 partidos, en primera C 14 partidos.

#### Historial
- Primer partido: 23 de marzo de 1963 (Italiano 2-2 Español).

- Último encuentro: 9 de septiembre de 2017 (Italiano 2-0 Español).[17]

| Competición             | Partidos | Victorias ESP | Victorias ITA | Empates | Goles ESP | Goles ITA |
| ----------------------- | -------- | ------------- | ------------- | ------- | --------- | --------- |
| Primera División        | 2        | 2             | 0             | 0       | 2         | 0         |
| Primera B               | 18       | 5             | 7             | 6       | 25        | 25        |
| Primera B Metropolitana | 22       | 5             | 8             | 9       | 28        | 32        |
| Primera C (3ª)          | 4        | 1             | 2             | 1       | 3         | 8         |
| Primera C (4ª)          | 11       | 5             | 3             | 3       | 10        | 7         |
| Total                   | 57       | 18            | 20            | 19      | 68        | 72        |

### Rivalidades
Rivaliza por una cuestión geográfica con Sacachispas.

## Jugadores

### Mercado de pases 2025
- Actualizado el 18 de marzo de 2025

#### Altas
| Jugador               | Posición  | Procedencia        | Tipo   |        |        |        |
| Verano                | Verano    | Verano             | Verano | Verano | Verano | Verano |
| --------------------- | --------- | ------------------ | ------ | ------ | ------ | ------ |
| Neyder Aragón         | Arquero   | Deportivo Pereira  | Libre. |        |        |        |
| Elías Barraza         | Defensor  | Sacachispas        | Libre. |        |        |        |
| Ezequiel Cohen        | Defensor  | Acassuso           | Libre. |        |        |        |
| Ignacio Gómez         | Defensor  | Centro Español     | Libre. |        |        |        |
| Emir Ham              | Defensor  | General Lamadrid   | Libre. |        |        |        |
| Enzo Martínez         | Defensor  | Centro Español     | Libre. |        |        |        |
| Cristian Seltzer      | Defensor  | Ituzaingó          | Libre. |        |        |        |
| Cristian Barrios      | Volante   | Liniers            | Libre. |        |        |        |
| Diego Barros          | Volante   | Sacachispas        | Libre. |        |        |        |
| Alexander Corro       | Volante   | Argentino de Merlo | Libre. |        |        |        |
| Tomás Di Gregorio     | Volante   | Academia Leloir    | Libre. |        |        |        |
| Axel Romero           | Volante   | Centro Español     | Libre. |        |        |        |
| Mauricio Romero       | Volante   | Excursionistas     | Libre. |        |        |        |
| Marcelo Asto Fonseca  | Delantero | Sportivo Italiano  | Libre. |        |        |        |
| Francisco Kranevitter | Delantero | Ferro              | Libre. |        |        |        |
| Invierno              |           |                    |        |        |        |        |
| Bandera de ?          |           | Bandera de ?       |        |        |        |        |

#### Bajas
| Jugador                 | Posición  | Destino                            | Tipo             |        |        |        |
| Verano                  | Verano    | Verano                             | Verano           | Verano | Verano | Verano |
| ----------------------- | --------- | ---------------------------------- | ---------------- | ------ | ------ | ------ |
| Jorge Esteban Hernández | Defensor  | Bandera de ?                       | Fin de contrato. |        |        |        |
| Tomás Miguez            | Defensor  | Centro Español                     | Fin de contrato. |        |        |        |
| Agustín Ríos            | Defensor  | Bandera de ?                       | Fin de contrato. |        |        |        |
| Dante Spitale           | Defensor  | Flandria                           | Fin de contrato. |        |        |        |
| Francisco Bello         | Volante   | El Porvenir                        | Fin de contrato. |        |        |        |
| Matías David            | Volante   | Excursionistas                     | Préstamo.        |        |        |        |
| Jonathan Farías         | Volante   | Santos de Nasca                    | Fin de contrato. |        |        |        |
| Nahuel Gómez            | Volante   | Estrella del Sur                   | Fin de contrato. |        |        |        |
| Martín Palisi           | Volante   | Retiro de la actividad profesional | Fin de contrato. |        |        |        |
| Thomas Trejo            | Volante   | Bandera de ?                       | Fin de contrato. |        |        |        |
| Federico González       | Delantero | Deportivo Merlo                    | Fin de contrato. |        |        |        |
| Marcos Vestillero       | Delantero | Muñiz                              | Fin de contrato. |        |        |        |
| Invierno                |           |                                    |                  |        |        |        |
| Bandera de ?            |           | Bandera de ?                       |                  |        |        |        |

### Jugadores con más presencias

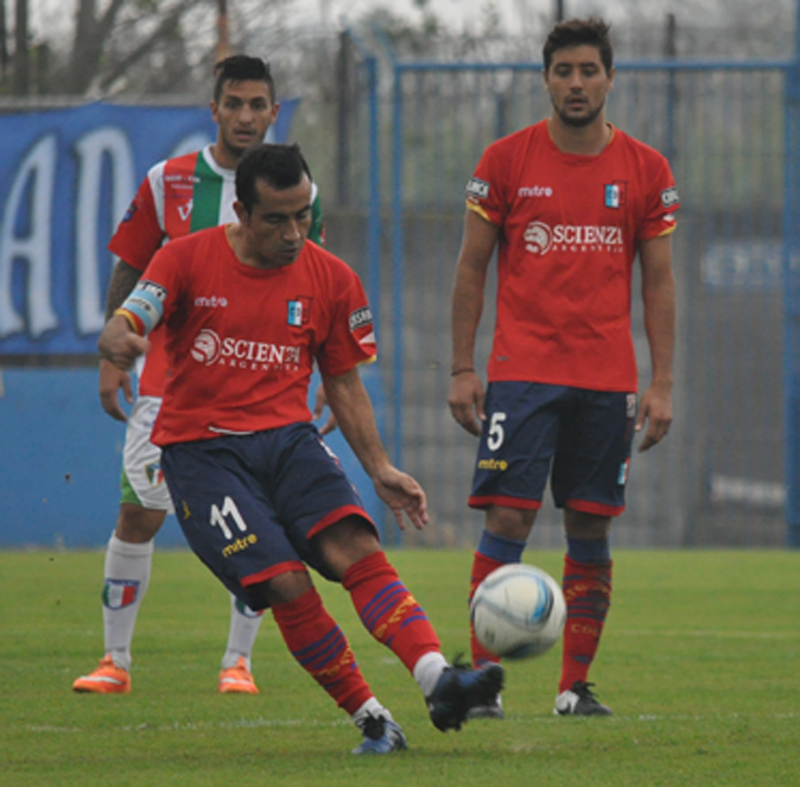
Franco Pedro Romero

- Pedro Catalano 371 partidos en Primera División (récord en partidos consecutivos por torneos de AFA con 333). Sumando los partidos en divisiones de ascenso supera los 520 partidos.[23]
- Franco Romero, 300 partidos en el primer equipo.
- José Luis Rodríguez hizo 53 goles en primera división (también hizo 12 en el ascenso).

#### Campeones del Mundo
- Carlos Salvador Bilardo ocupó las filas del primer equipo en las temporadas 1961 a 1965.
- El director técnico Francisco Ferraro, campeón del mundo en Copa Mundial de Fútbol Sub-20 de 2005 donde dirigió a Lionel Messi, trabajó durante muchos años en las divisiones juveniles del club, incluso alternó partidos al frente del primer equipo en el año 1993.

## Datos del club

### Temporadas
Actualizado hasta la temporada 2024 inclusive.
Total de temporadas en AFA: 70.
 Aclaración: Las temporadas no siempre son equivalentes a los años. Se registran cuatro temporadas cortas: 1986, 2014, 2016 y 2020.
- Temporadas en Primera División: 15 (1967 y 1985-1997/98)
- Temporadas en Segunda División: 19
  - Temporadas en Primera B: 16 (1961-66, 1968-1972, 1980-1984)
  - Temporadas en Primera B Nacional: 3 (1998/99-1999/00 y 2002/03)
- Temporadas en Tercera División: 25
  - Temporadas en Primera C: 9 (1959-1960, 1973-1979)
  - Temporadas en Primera B: 16 (2000/01-2001/02, 2003/04-2010/11, 2014-2018/19)
- Temporadas en Cuarta División: 11
  - Temporadas en Tercera de Ascenso: 2 (1957-1958)
  - Temporadas en Primera C: 9 (2011/12-2013/14, 2019/20-2024)

- Participaciones internacionales: Copa Conmebol (2): 1992, 1993.

### Goleadas

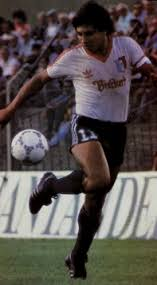
El "Puma" José Luis Rodríguez, máximo artillero del campeonato de Primera A de 1988.

#### A favor
- Primera A: 5-0 a Talleres de Córdoba en 1992
- Nacional B: 5-2 a Estudiantes (BA) en 1998
- Primera B: 7-0 a Banfield en 1962
- Primera C: 7-0 a Colón (Santa Fe) en 1960, Liniers en 1976
- Primera D: 9-2 a 9 de julio en 1957
- Torneos internacionales: 2-0 a Vélez Sarsfield en Copa Conmebol de 1992
- Amistosos internacionales: 3-1 a Unión Española de Chile en 1997

#### En contra
- Primera A: 0-6 vs Argentinos Juniors en 1993
- Nacional B: 0-6 vs Quilmes en 2002
- Primera B: 2-6 vs Estudiantes (BA) en 2004
- Primera C: 1-7 vs Argentino de Quilmes en 1976
- Primera D: 1-5 vs Leandro N. Alem en 1957
- Torneos internacionales: 1-2 vs Sportivo Luqueño de Paraguay en Copa Conmebol de 1993
- Amistosos internacionales: 2-6 vs Real Madrid en 1960

## Palmarés

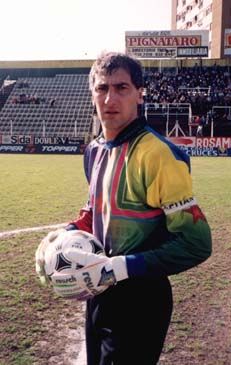
Pedro Catalano, el máximo ídolo del club y jugador récord del fútbol argentino con 333 partidos consecutivos jugados para el Deportivo Español.

### Torneos nacionales
- Segunda División de Argentina (1): Primera B 1984
- Tercera División de Argentina (3): Primera C 1960, Primera C 1979 y Primera B 2001/02
- Cuarta División de Argentina (1): Primera D 1958

### Otros logros
- Ascenso a Primera B Metropolitana por Torneo Reducido: 2014
- Ascenso a Primera División por Torneo Reducido: 1966
- Tercer puesto en los torneos 1985-86, 1988-89 y Clausura 1992 de la Primera División
- Torneo apertura Bafi. 2016
- Primera copa de oro Bafi

### Copas nacionales amistosas
- Copa Dos Penínsulas (9): 1962, 1964, 1966, 1979, 1980, 1981, 1986, 1998, 2008 (compartida con Deportivo Italiano), 2014
- Torneo Octogonal de los Equipos Chicos
- Copa "Rios Seoane": 1981
- Cuadrangular (América): 2006
- Copa Hermandad: 2008[24]

### Copas internacionales amistosas
- Copa UPM (1): 2013.

### Redes sociales
- https://www.facebook.com/Club Deportivo Español (Oficial)
- https://twitter.com/cdespanol
- https://www.instagram.com/clubdeportivoespanol/
- https://www.youtube.com/user/canaloficialCDE

- Datos: Q1191661
- Multimedia: Deportivo Español / Q1191661